# フリオ・セサール・ミランダ
フリオ・セサル・ミランダ（Julio César Miranda、1980年5月19日 - ）は、メキシコの男性プロボクサー。元WBO世界フライ級王者。

## 来歴
2000年8月19日、プロデビュー。
2008年5月17日、ゴメスパラシオのアウディトリオ・センテナリオ・ゴメス・パラシオで行われたWBC世界フライ級挑戦者決定戦でオマール・サラド（メキシコ）と対戦し、5回1分57秒TKO勝ちでWBC世界フライ級王者内藤大助への挑戦権の獲得に成功、サラドに初黒星を与えた。すでに指名挑戦者パノムルンレック・クラティンデーンジム（タイ）がいる中での試合となり、2人目の指名挑戦者となった。
2009年4月24日、ポンサクレック・ウォンジョンカム（タイ）とWBC世界フライ級暫定王座決定戦を行い、12回0-3（111-117、109-118、110-119）の判定負けを喫し王座獲得に失敗した。尚、ミランダの指名挑戦権はこの試合に出場することが決定した時に消滅した。
2009年7月11日、IBF世界フライ級挑戦者決定戦でエリック・オルティス（メキシコ）と対戦し、初回2分59秒KO勝ちで挑戦権を獲得した。
2009年11月20日、ヨハネスブルグのウェンブリー・アリーナで行われたIBF世界フライ級王座決定戦でモルティ・ムザラネと対戦し、12回0-3（2者が111-117、111-118）の判定負けで王座獲得に失敗した。
2010年4月10日、ドゥランゴ州ドゥランゴのパレンケ・デ・ラ・フェリアでファウスティーノ・クプルとIBFラテンアメリカフライ級王座決定戦を行い、3回TKO勝ちを収め王座を獲得した。 
2010年6月12日 オマール・ナルバエスの王座返上に伴いプエブラ州プエブラのセントロ・デ・コンベンシオネスでリッチー・メプラナムとWBO世界フライ級王座決定戦を行い、5回2分41秒TKO勝ちを収め王座を獲得した。
2010年9月5日、ロナルド・ラモスと対戦し8回終了時棄権で初防衛に成功した。
2010年10月16日、マイケル・アランゴと対戦し2回1分30秒TKO勝ちで2度目の防衛に成功した。
2011年2月26日、アーディン・ディレルと対戦。初回にダウンを奪われたが、3回にダウンを奪い返して逆転。4回に2度ダウンを奪ってレフェリーがストップ。4回1分29秒TKO勝ちで3度目の防衛に成功した。
2011年7月16日、ハワイ州ホノルルのニール・ブレイズデル・センターでブライアン・ビロリアと対戦し、12回0-3（110-117、113-114、113-115）の判定負けを喫し4度目の防衛に失敗、王座から陥落した。
2013年4月13日、ミチョアカン州シウダ・イダルゴのモヌメンタル・プラザ・デ・トロスでファン・ホセ・モンテスとWBCアメリカ大陸バンタム級王座決定戦を行い、0-1（111-115、2者が113-113）の判定で引き分けた為、王座獲得に失敗した。
2013年9月7日、ヌエボ・レオン州シウダ・アポダカで元WBA世界バンタム級暫定王者ウーゴ・ルイスとWBCアメリカ大陸バンタム級王座決定戦を行い、12回0-2（114-114、2者が113-115）の判定負けを喫しまたも王座獲得に失敗した。

## 獲得タイトル
- IBFラテンアメリカフライ級王座
- 第13代WBO世界フライ級王座（防衛3）